# Jožo Ráž
Jožo Ráž (wł. Jozef Ráž, ur. 24 października 1954 w Bratysławie) – słowacki muzyk, wokalista, basista oraz autor tekstów zespołu Elán.
Jožo Ráž, wraz z kolegami ze szkoły – Vašo Patejdlem, Jurajem Farkašem oraz Zdeno Balážem, założył w roku 1969 zespół Elán. Jest absolwentem psychologii na Wydziale Filozoficznym Uniwersytetu Komeńskiego w Bratysławie.
W 1999 r. uzyskał tytuł mistrza Słowacji w wyścigach samochodowych, w tym samym roku, 20 czerwca ucierpiał w wypadku komunikacyjnym, po którym przez dwa miesiące pozostawał w śpiączce. Jest żonaty, ma żonę oraz dwóch synów.